# Accumulateurs Clément
La société des Accumulateurs Clément est une entreprise française qui a exploité de 1948 à 2005 une fonderie de plomb et un atelier de montage de batteries, au lieu-dit « La Fabrique » à Piolenc dans le Vaucluse (84).
Les accumulateurs Clément fabriquaient des batteries pour tous les modèles et dans tous les domaines. (poids lourds, motos, bateaux, télécommunications, voitures…)
Les batteries étaient produites entièrement dans l’entreprise : de la fonte du plomb pour faire les éléments, à l’assemblage de la batterie dans les bacs, jusqu’aux vérifications et la charge des accumulateurs. Cette entreprise vendait ses produits sous le label -Clemco-
Sidoine Clément décida, à la fin de la dernière guerre, de créer une fabrication d'accumulateurs électriques en compagnie de son frère dans une ancienne filature de soie qu'il avait acquise quelques années auparavant sur la commune de Piolenc.
De 1945 à 1965 l'entreprise fut une société de fait entre les deux frères, puis devint Société Anonyme. De quelques ouvriers au début le personnel évolua, comme la clientèle, pour être composé de 25 personnes à la fin de cette période. L'activité continua après les décès en 1970 et 1974 de Joseph et Sidoine Clement.
En 2000, l'établissement employait 47 personnes et fabriquait 150 000 batteries par an ; il avait su préserver sa part de marché de la batterie de rechange (2 %) en se spécialisant dans les petites séries (notamment les batteries 6V).
L'entreprise cessa ses activités fin 2005, en raison des grandes fluctuations des prix des matières premières (plomb) et de l'arrivée massive du marché asiatique.
Le 24 mai 2006, elle est placée en liquidation judiciaire.